# Glenn Hartranft
Samuel Glenn „Tiny” Hartranft (ur. 3 grudnia 1901 w Aberdeen w stanie Dakota Południowa, zm. 12 sierpnia 1970 w San Diego) – amerykański lekkoatleta, specjalista pchnięcia kulą i rzutu dyskiem, wicemistrz olimpijski z 1924 i rekordzista świata.
Na igrzyskach olimpijskich w 1924 w Paryżu Hartranft wywalczył srebrny medal w pchnięciu kulą, za swym rodakiem Clarence Houserem, a przed innym Amerykaninem Ralphem Hillsem. Zajął również 6. miejsce w rzucie dyskiem.
W 1924 rzucił dyskiem na odległość 48,18 m, dalej od ówczesnego rekordu świata, ale wynik ten nie został uznany za rekord z powodu zbyt silnego wiatru. 2 maja 1925 w San Francisco Hartranft ustanowił oficjalny rekord w rzucie dyskiem wynikiem 47,89 m.
Hartranft, który studiował na Stanford University,  był akademickim mistrzem Stanów Zjednoczonych (IC4A) w pchnięciu kulą oraz w rzucie dyskiem w 1922 i 1924.
Jego rekord życiowy w pchnięciu kulą wynosił 15,53, a w rzucie dyskiem – 48,18 m, oba pochodziły z 1924.